# Jim Marshall (affärsman)
James Charles "Jim" Marshall, född 29 juli 1923 i Acton, London, död 5 april 2012 i Milton Keynes, Buckinghamshire, var en brittisk affärsman och grundare av tillverkarföretaget Marshall Amplification (1962).